# EUMAM RCA
La Missió d'Assessorament Militar de la Unió Europea a la República Centreafricana (EUMAM RCA) va ser una missió d'assessorament militar de la Unió Europea en virtut de la Política comuna de seguretat i defensa de la Unió Europea (PCSD) a la República Centreafricana.
Va començar el març de 2015 i va acabar el juliol de 2016, quan va ser reemplaçada per la missió de la Unió Europea EUTM RCA.

## Mandat
El 16 de març de 2015, la UE va aprovar la missió d'assessorament militar EUMAM RCA com a successora de la missió EUFOR RCA. L'objectiu de la missió era ajudar el govern de la República Centreafricana a reformar les seves forces armades per crear a un exèrcit professional, democràticament controlat i ètnicament diversificat. Aquí va treballar en estreta col·laboració amb la Missió Unidimensional Integrada de les Nacions Unides per a l'Estabilització a la República Centreafricana, també coneguda com a MINUSCA. No existia una missió de combat.

## Estructura
La seu es trobava a Bangui, la capital de la República Centreafricana. El cap de la missió era el general de brigada francès Dominique Laugel, que comandava prop de 70 militars.
Els costos van ascendir a prop de 7,9 milions d'euros.